# 東沢橋
東沢橋（ひがしざわばし）は神奈川県道64号伊勢原津久井線の途中、宮ヶ瀬湖上に架かるローゼ橋。厚木方面から来ると七曲橋、仏果沢橋の次、3番目に通るローゼ橋である。

## 概要
- 架設年 1989年（平成元年）
- 延長 120m
- 幅員 8.8m

## 位置
- 北緯35度30分43.8秒 東経139度14分48.8秒 / 北緯35.512167度 東経139.246889度
- 青野原［南東］ - 地理院地図
- 東沢橋 - Google マップ